# Mahasamund
Mahasamund là một thành phố và khu đô thị của quận Mahasamund thuộc bang Chhattisgarh, Ấn Độ.

## Địa lý
Mahasamund có vị trí 21°06′B 82°06′Đ / 21,1°B 82,1°Đ Nó có độ cao trung bình là 318 mét (1043 feet).

## Nhân khẩu
Theo điều tra dân số năm 2001 của Ấn Độ, Mahasamund có dân số 47.203 người. Phái nam chiếm 51% tổng số dân và phái nữ chiếm 49%. Mahasamund có tỷ lệ 70% biết đọc biết viết, cao hơn tỷ lệ trung bình toàn quốc là 59,5%: tỷ lệ cho phái nam là 79%, và tỷ lệ cho phái nữ là 61%. Tại Mahasamund, 14% dân số nhỏ hơn 6 tuổi.